# Theiß (Gemeinde Gedersdorf)
Theiß ist eine Ortschaft und eine Katastralgemeinde der Gemeinde Gedersdorf im Bezirk Krems-Land in Niederösterreich.

## Geografie
Der Ort liegt nahe der Donau und ist nur über Landesstraßen erreichbar.

## Geschichte
Laut Adressbuch von Österreich waren im Jahr 1938 in der Ortsgemeinde Theiß ein Bäcker, ein Fleischer, ein Gastwirt, zwei Gemischtwarenhändler, eine Hebamme, eine Milchgenossenschaft, ein Sattler, ein Schmied, ein Schneider und eine Schneiderin, zwei Schuster, ein Tischler, ein Viehhändler, ein Viktualienhändler, ein Wagner und einige Landwirte ansässig.
Am 6. April 1945 wurden beim Ort entlassene Häftlinge aus der Strafanstalt Stein im Rahmen der Kremser Hasenjagd aufgegriffen, nach Hadersdorf gebracht und dort interniert. Auf Befehl der Kreisleitung Krems wurden diese am 7. April einer vor Ort liegenden Einheit der Waffen-SS übergeben und ermordet.
Im Jahr 1974 wurde das kalorische Kraftwerk in Theiß eröffnet. Es verfügt über die größte Gasturbine Österreichs und nach der Fertigstellung des Blocks B wurde 1978 das Kraftwerk zum größten kalorischen Kraftwerk Österreichs.
Im Juni 2013 entging die Ortschaft nur sehr knapp einer Katastrophe durch einen brechenden Damm.

## Kultur und Sehenswürdigkeiten

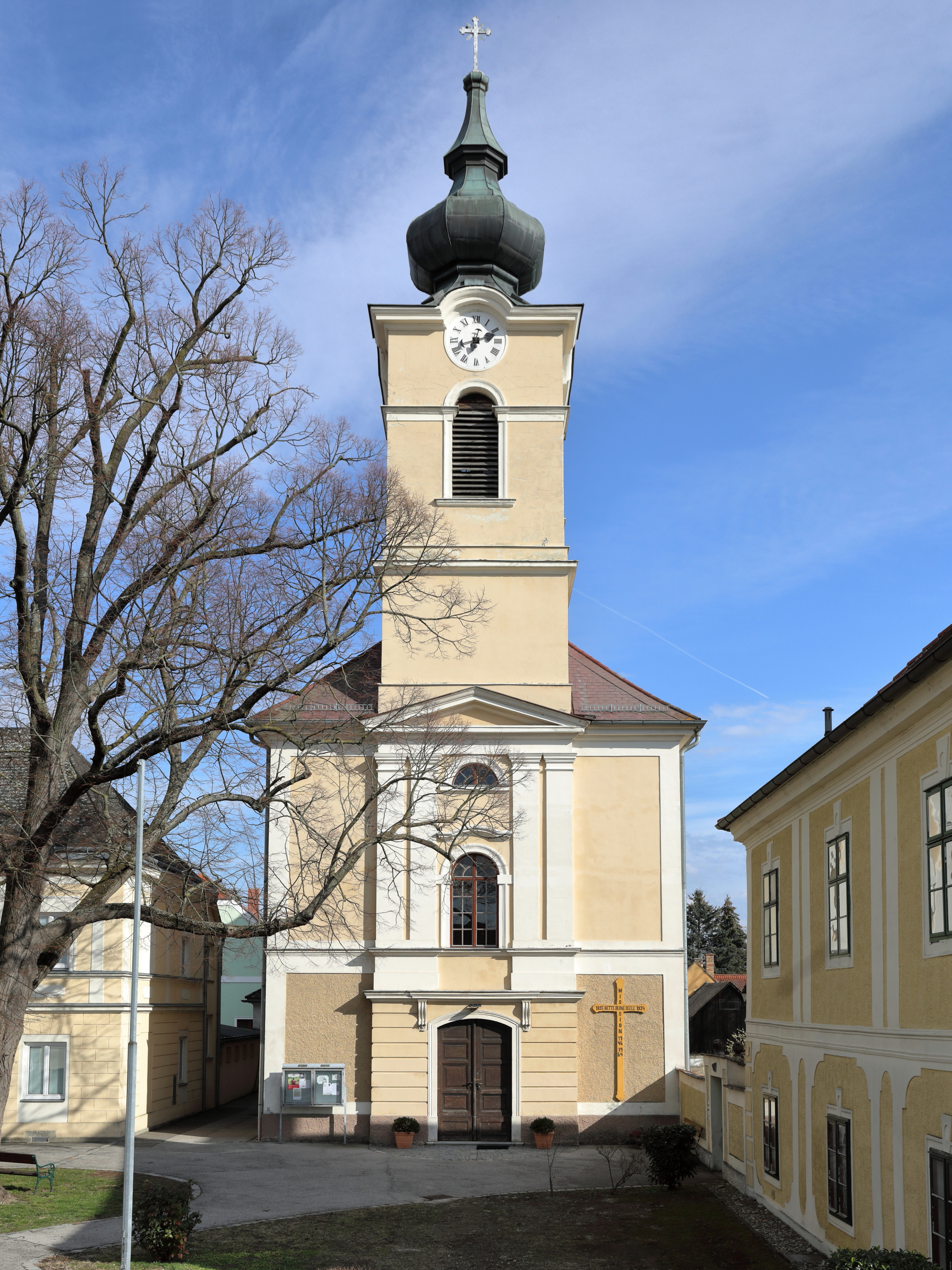
Pfarrkirche Theiß

- Katholische Pfarrkirche Theiß Mariae Empfängnis
- Benefiziatenhaus nach Plänen von Matthias Munggenast

## Wirtschaft und Infrastruktur
- Kraftwerk Theiß, damals das größte kalorische Kraftwerk Österreichs